# Kalinowo (gemeente)
De gemeente Kalinowo is een landgemeente in het Poolse woiwodschap Ermland-Mazurië, in powiat Ełcki.
De zetel van de gemeente is in Kalinowo.
Op 30 juni 2004 telde de gemeente 7047 inwoners.

## Oppervlakte gegevens
In 2002 bedroeg de totale oppervlakte van gemeente Kalinowo 285,17 km², waarvan:
- agrarisch gebied: 68%
- bossen: 18%

De gemeente beslaat 25,65% van de totale oppervlakte van de powiat.

## Demografie
Stand op 30 juni 2004:
| Omschrijving                   | Totaal | Totaal | Vrouwen | Vrouwen | Mannen | Mannen |
| ------------------------------ | ------ | ------ | ------- | ------- | ------ | ------ |
| eenheid                        | aantal | %      | aantal  | %       | aantal | %      |
| inwoners                       | 7047   | 100    | 3423    | 48,6    | 3624   | 51,4   |
| bevolkingsdichtheid (inw./km²) | 24,7   | 24,7   | 12      | 12      | 12,7   | 12,7   |

In 2002 bedroeg het gemiddelde inkomen per inwoner 1406,09 zł.

## Administratieve plaatsen (sołectwo)
Borzymy, Czyńcze, Długie, Dorsze, Dudki, Golubie, Golubka, Ginie, Grądzkie, Iwaśki, Jędrzejki, Kalinowo, Krzyżewo, Kucze, Kulesze, Laski Małe, Laski Wielkie, Lisewo, Łoje, Makosieje, Marcinowo, Mazurowo, Maże, Milewo, Piętki, Pisanica, Prawdziska, Romanowo, Romoty, Skomętno, Skrzypki, Stacze, Stożne, Sypitki, Szczudły, Turowo, Wierzbowo, Wysokie, Zaborowo, Zanie, Zocie.

## Overige plaatsen
Stare Cimochy, Koleśniki, Kile, Mikołajki.

## Aangrenzende gemeenten
Augustów, Bargłów Kościelny, Ełk, Olecko, Prostki, Raczki, Rajgród, Wieliczki